# Daniel Suttinger

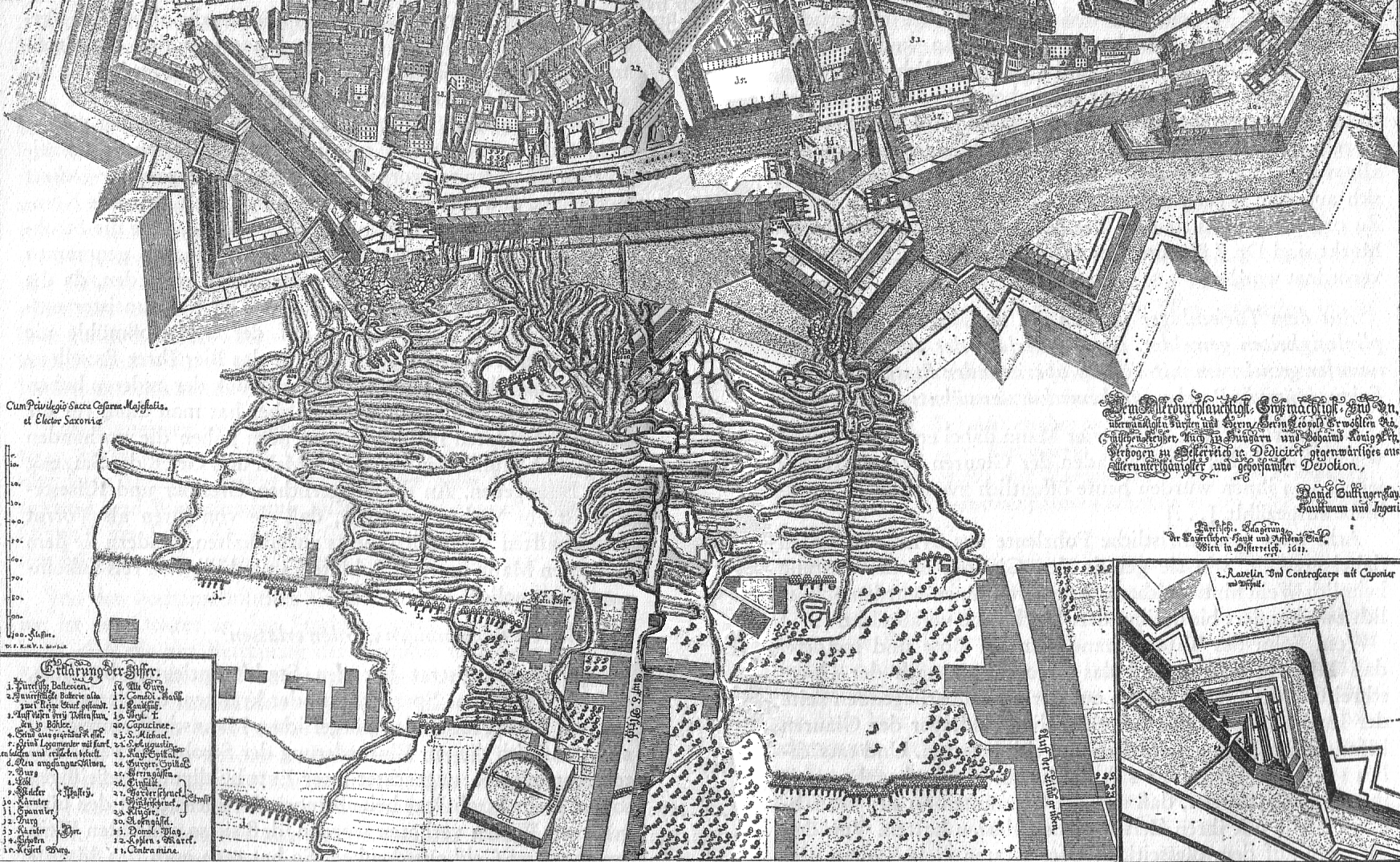
Plan Suttingers der 2. Türkenbelagerung Wiens 1683

Daniel Suttinger [Taufname Sottinger] (getauft 15. Dezember 1640 in Penig; † Ende 1689/Anfang 1690 in Dresden) war ein deutscher Kartograf und Festungstechniker.

## Leben

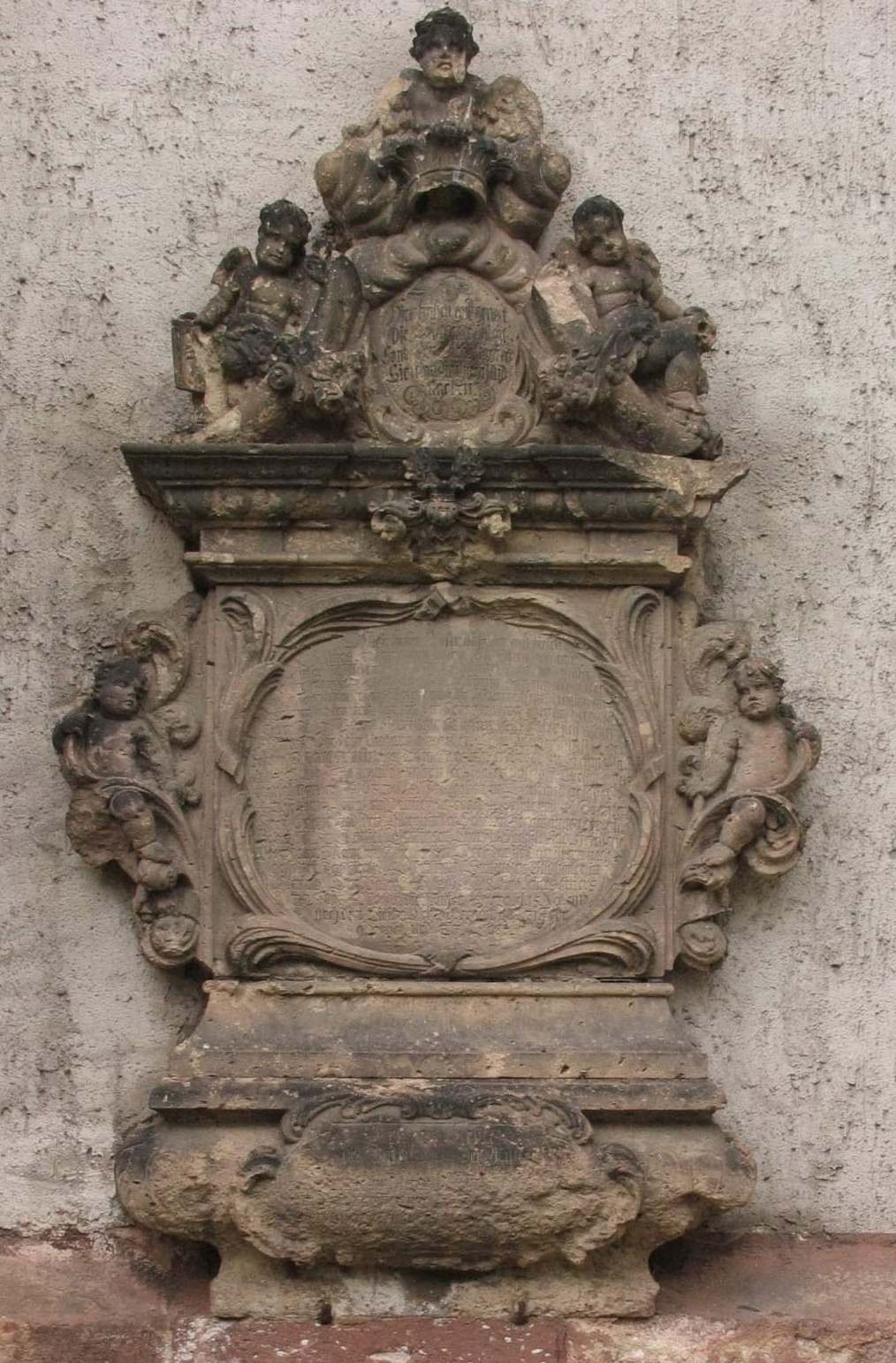
Epitaph der Familie Suttinger an der Stadtkirche Penig

Suttinger war der Sohn des Tischlermeisters Marcus Suttinger (* 1606 in Wien, † 1681 in Penig) und dessen Gattin Maria geb. Marggraff (* 1637 in Schmölln; † 1679 in Penig). Seine Gattin war Katharina geb. Madigall (14. Februar 1672 in St. Ulrich). Er hatte einen Bruder Christian Suttinger (1652–1730), der um 1680 selbstständiger Holz- und Steinbildner in Chemnitz war.
Suttinger war anfangs Soldat bei Kurfürst Johann Georg III. von Sachsen. Im Jahre 1671 kam er nach Wien und diente dort als Wachmann. Von 1672 bis 1680 erstellte er für Kaiser Leopold I. ein hölzernes Modell der Stadt Wien, welches aber verschollen ist. Er bekam 1682 den Titel eines Ingenieurs. Danach arbeitete er mit Georg Rimpler zusammen. Im Jahre 1683 entstand der Stich Türkische Belagerung der kayserlichen Haupt- und Residenzstadt Wien in Oesterreich 1683. Daraufhin wurde er zum Hauptmann berufen. Danach verließ er Wien 1686 und ging wieder nach Sachsen, wo er in der Feldartillerie Dienst nahm. Er fertigte noch in Dresden ein Holzmodell der Festungswerke Wiens von 1683 an, welches im Zweiten Weltkrieg verloren ging.
Im Jahre 1990 gedachte das Wiener Stadt- und Landesarchiv mit der Ausstellung Daniel Suttinger und der frühe Wiener Stadtplan an Suttinger, die gleiche Ausstellung fand 1991 unter der Titel Ein Sachse in Wien - Daniel Suttinger und die Wiener Barockkartographie in Dresden statt. In Wien ist die Suttingergasse nach ihm benannt, in Penig existiert noch ein Epitaph seiner Familie an der Stadtkirche, welches sein Bruder Christian schuf.

## Werk

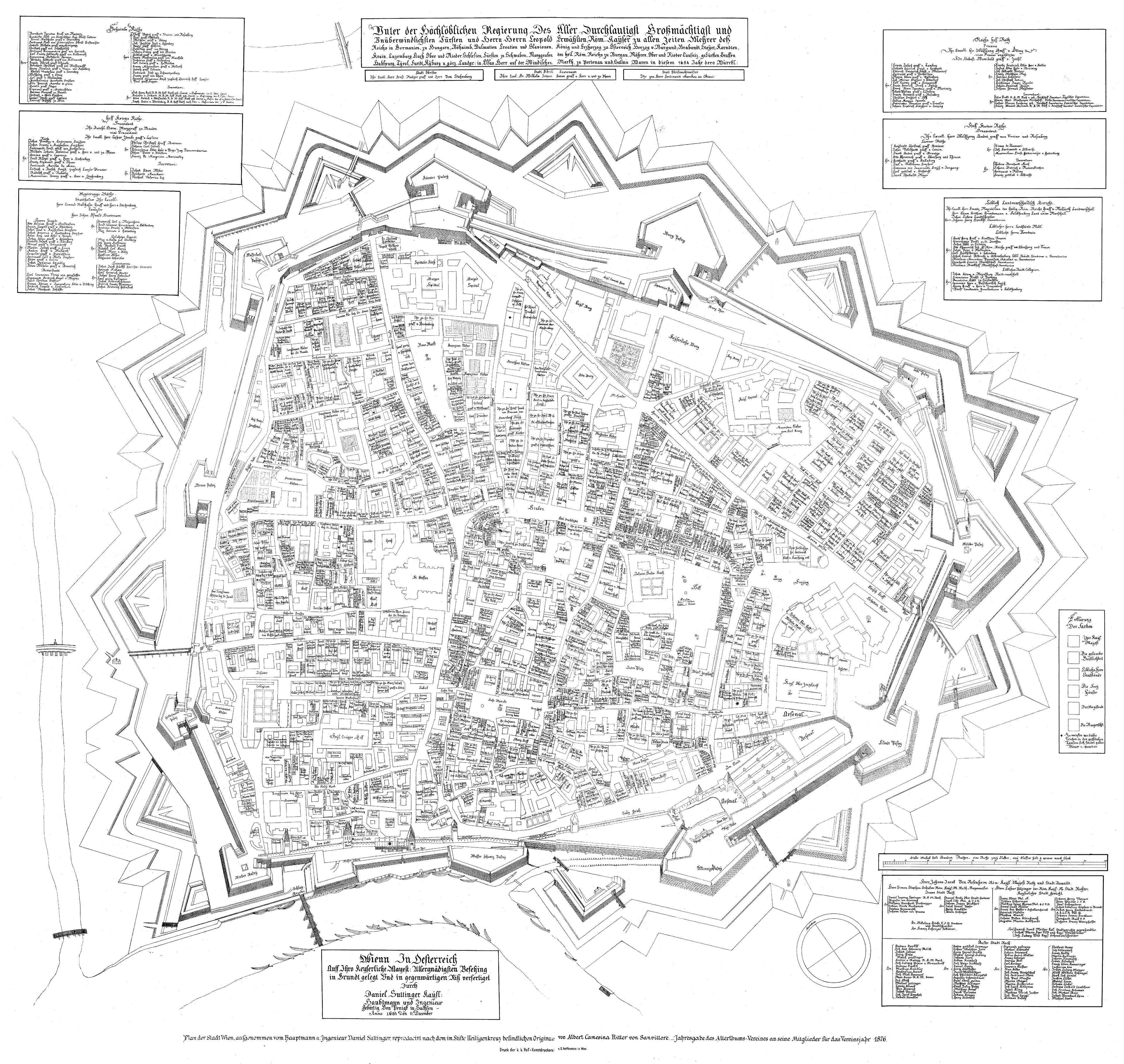
Plan Suttingers von Wien 1683/1684

- Wa(h)re Abbildung der weitberühmten kayserlichen Haupt-Residenzstadt Wien, 1676.
- Ansicht der Stadt Wien von Norden, 1678.
- Grund-Riß Und Situation der Kayßerl. Haupt und Residentz-Statt Wienn in Oesterreich wie selbe von Türcken belagert und Attaquiret und durch die glücklich und sieghaffte Waffen der Christen entsetzet worden… 1683 (Karte).
- Wienn in Oesterreich … 1683/1684 (Karte).
- Herrn George Rimplers … Sämtliche Schriften von der Fortification … mit Anhang (Anhang Nr. 3 von Suttinger), 1687 (1724, digitale-sammlungen.de).
- Der In Wien todte Ehrliche Sachs, Der Römisch. Käyserl. Majest. weiland Oberst-Lieutenant und Ober-Ingenieur George Rimpler, Allen Mißgönnern und Feinde. der Rimplerischen Renommée, in specie aber Hn. Joh. Jacob Werdmüllern entgegen gesetzt. Günther Fleischer, Dresden / Leipzig 1687 (slub-dresden.de).
- Entsatz der Kayserlichen Haubt- und Residentz-Stadt Wien, 1688.
- Gloriosa Viennae, Invictissimi Imperatoris Sedis, Austriae Metropolis Liberatio, 1688.
- Des in Wien todten Der Römischen Käyserl. Majestät Weyland Oberst-Lieutenant und Ober-Ingenieur George Rimpler, herausgegebener befestigten Festung Entsatz: und Contra-Attaque auf des Herrn Johann Jacob Werdmüllers Probier-Stein der Ingenieure, hervor gebracht, und Denen … Herren Generalen und hohen Kriegs-Officirern der Armeen. Nürnberg 1696 (ub.uni-freiburg.de).